# Lucillo Lievore
Lucillo Lievore, né le 14 juillet 1940 à Breganze en (Vénétie), est un coureur cycliste italien, professionnel de 1966 à 1972,.

## Palmarès
- 1964
  - Astico-Brenta

## Résultats sur les grands tours

### Tour d'Italie
5 participations
- 1966 : 63e
- 1967 : 70e
- 1968 : 86e
- 1969 : 56e
- 1971 : 75e